# Gegisch

Die Dialekte des Albanischen in Süd- und Südosteuropa. Die gegischen sind grün markiert.

Das Gegische (standard-albanisch Gegërishtja oder kurz Gegë; Eigenbezeichnung: Gegnishtja bzw. Geg) ist eine der beiden Dialektgruppen der albanischen Sprache. Die Sprecher dieses Dialekts – insgesamt rund 3,4 Millionen Menschen – heißen Gegen (gegët). Gegisch wird in ganz Nordalbanien, in Nordmazedonien, Kosovo, Montenegro und Südserbien gesprochen. Auch das Albanische der kleinen Minderheiten in Bulgarien, Rumänien, Slowenien, Bosnien und Herzegowina und Kroatien (Zadar-Arbanasi) wird dem Gegischen zugeordnet.
Die Grenze zur zweiten Dialektgruppe, dem Toskischen, wird durch die antike Via Egnatia gebildet und verläuft somit in etwa entlang des Shkumbin-Flusses und des 41. Breitengrades. Südlich des Flusses verläuft eine Übergangszone von 10 bis 20 Kilometern Breite. Innerhalb der Dialektgruppe bestehen aber wiederum beträchtliche Unterschiede, insbesondere zwischen den Dialekten Nordwestalbaniens und Kosovos. Auch das Gegische in Nordmazedonien ist sehr unterschiedlich gegenüber demjenigen in Albanien und in Kosovo. Gegisch und Toskisch unterscheiden sich phonologisch, grammatisch und lexikalisch.
Zwischen den Gegen und Tosken gab es auch kulturelle und gesellschaftliche Unterschiede. So waren Erstere in Stammesverbänden (fis) organisiert, die ihrerseits in Clans gruppiert wurden und somit die verschiedenen Grundbesitzer zusammenbrachten. Das Gewohnheitsrecht war bei den Gegen ausgeprägter als bei den Tosken. Ihr Kanun des Lekë Dukagjini nahm im gesellschaftlichen Leben eine viel höhere Bedeutung ein als bei den Tosken.